# Agobardo
Agobardo ou Agobard (em latim Agobardus Lugdunensis; Espanha, c. 769 – Lyon, c. 840) foi um santo espanhol católico. Ele foi arcebispo de Lyon e um dos representantes mais ilustres do clima de despertar cultural que foi chamado Renascença carolíngia.
O Arcebispo Agobardo  pronunciou-se contra o uso e veneração de imagens. Ele também condenou os judeus, chamando-os de "filii diaboli" ("filhos do diabo").

## Biografia
Nascido na Espanha (769 D.C), em 782 ele se mudou para a Gália Narbonense, em seguida partiu como companheiro de Leidradus para Lyon, o Missus (delegado) de Carlos Magno, em uma de suas viagens a trabalho na região da Gália Narbonense e La Seu d'Urgell. Ordenado sacerdote em 804 e nomeado arcebispo de Lyon por Leidradus em 813, Agobardo governou a Sé de Lyon após a retirada de Leidradus a Soissons (814 D.C), e em 816 foi nomeado seu sucessor. Agobardo foi um dos maiores prelados em sua época. Por causa da sua oposição ao imperador Luís, o piedoso, no concílio de Compiègne (833 D.C), ele foi forçado a se retirar Lyon após a coroação do imperador em 835, tomando refúgio sob Lotário I na Itália. Ao mesmo tempo a sua posição em Lyon foi dada ao seu oponente, Amalário de Metz. Em 838, após sua reconciliação com o imperador, Agobardo retornou a Lyon. Sua presença no concílio de Paris (825) é incerta, mas é certo que ele não participou da elaboração do Libellus sinodal contra as imagens dirigido ao Papa Eugênio IV.

## Obras
Ele compôs muitos escritos teológicos, por exemplo, contra Felix de Urgel De insolentia Judaeorum contra os judeus, e numerosas obras políticas, jurídicas, e litúrgicas. Ele também escreveu contra a superstição. O Liber de imaginibus, muitas vezes atribuído a ele,foi composto por Claudio de Turim. Suas outras obras autênticas — documentos oficiais de sua sé — são o produto da colaboração com diácono Floro de Lyon. A De divina psalmodia, Contra libros IV Amralii, e o hino Rector magnificus são obras exclusivamente de Floro.